# Površje
Površje – wieś w Słowenii, w gminie Krško. W 2018 roku liczyła 62 mieszkańców.